# Roter Tisch
Roter Tisch ist der Name einer Organisation, die unter dem Slogan „Gebot der Zeit – Aktionseinheit“ offiziell um die Zusammenarbeit linker Kräfte in Thüringen und Sachsen-Anhalt wirbt. Ausgehend vom Manifest der Kommunistischen Partei strebt der rote Tisch eine antikapitalistische Gesellschaftsordnung an, in dem das Proletariat gebildet und organisiert, der Kapitalismus gestürzt und ein sozialistischer Staat aufgebaut wird. Vom Thüringer Landesamt für Verfassungsschutz wurde er 2005 unter den marxistisch-leninistisch orientierten Organisationen geführt und stand unter Beobachtung.

## Beteiligte Organisationen
Am Roten Tisch beteiligt sind unter anderem DKP Thüringen, SDAJ Thüringen, solid Thüringen, die Kommunistische Plattform der Linkspartei in Thüringen und die KPD Thüringen. Außerdem nehmen unregelmäßig Vertreter der Partei Die Linke und der DGB-Jugend teil.

## Veranstaltungen
Der Rote Tisch nimmt regelmäßig an Veranstaltungen und Demonstrationen teil, die von verschiedenen linken Kräften (vornehmlich den am Roten Tisch beteiligten) organisiert werden, etwa an Friedensdemonstrationen, dem traditionellen Thüringer Friedensfest, den 1.-Mai-Veranstaltungen und an den Protesten gegen Hartz IV. Seine eigenen Veranstaltungen finden statt im Rahmen des Pfingstcamp der Landtagsabgeordneten Heidrun Sedlacik in Hohenleuben sowie unter dem Namen „Dohlenstein-Wochenende“.

## Publikationen
Der Rote Tisch ist mit eigenen Artikeln, Veranstaltungshinweisen, Bildern und Aufrufen regelmäßig in der Zeitschrift Unsere Neue Zeitung und dem Thüringenreport präsent.